# Рухома група зір
Рухома група зір — група зір, що дрейфують у просторі як єдине ціле.
В астрономії широко визнано, що більшість зір народжується в межах молекулярних хмар, відомих як «зоряні ясла». Зорі, сформовані в межах такої хмари, складають розсіяне зоряне скупчення, що містить від десятків до тисяч зір. З часом ці скупчення розпадаються. Зорі, які разом відокремлюються від ядра скупчення, стають членами зоряної асоціації. Якщо залишок скупчення потім дрейфує галактикою як єдине ціле, то його називають рухомою групою. Рухомі групи зір можуть бути старими, такими як рухома група зір HR 1614 віком у 2 мільярди років, або молодими, такими як рухома група зір AB Золотої Риби віком у 50 мільйонів років.
Астрономи в змозі визначити, чи є зорі членами рухомої групи або зоряної асоціації за тим, що вони мають однаковий вік, металічність і кінематику (радіальну швидкість і власний рух).
Рухомі групи інтенсивно вивчалися Оліном Еггеном в 1960-х роках. Список найближчих молодих рухомих груп був зібраний Лопес-Сантьяго та ін. Найближчою є рухома група зір Великої Ведмедиці, яка включає більшість зір в астеризмі Великий Віз і простягається до Південного Трикутника.

## Список відомих рухомих груп
- Плеяди
- Рухома група зір Бети Живописця
- Рухома група зір Кастора
- Гіади
- IC 2391
- Рухома група зір Дзети Геркулеса